# Guy Clemens
Pour les articles homonymes, voir Clemens.
 (octobre 2018).
Si vous disposez d'ouvrages ou d'articles de référence ou si vous connaissez des sites web de qualité traitant du thème abordé ici, merci de compléter l'article en donnant les références utiles à sa vérifiabilité et en les liant à la section « Notes et références ».
Guy Clemens, né en 1981 aux Pays-Bas, est un acteur néerlandais.
Il est surtout connu pour son rôle dans le film d’horreur populaire L'Exorcisme de Hannah Grace.

## Filmographie
- 2007 : De co-assistent (nl) : Job Quaai
- 2007 : Schemeren : L'employé
- 2008 : S1ngle (nl) : Jan Frederik
- 2009 : Wat is daarop uw antwoord? : Vincent
- 2010 : 'De Troon (nl) : Willem III, le jeune
- 2010 : 'De vloer op (nl) : trois rôles : fils de ferme, directeur aveugle et l'époux de la femme enceinte
- 2011 : Among Us de Marco van Geffen : Peter[2]
- 2011 : Time to Spare (nl) de Job Gosschalk : Ober[3]
- 2011-2013 : Levenslied (nl) : Dylan Levelt
- 2012 : Van God los (nl) : Mark Bouwman
- 2013 : De prooi (nl) : Le petit-ami de Julia
- 2015 : 't Schaep met de 5 pooten (nl) : Barend Bots
- 2015 : Flikken Maastricht : Ruben Ranzijn
- 2016 : The Body Collector de Tim Oliehoek[4]
- 2014-2016 : Heer & Meester (nl)[5]
- 2017 : Arthur et Claire (de) de Miguel Alexandre : Le réceptionniste[6]
- 2018 : Craving (en) de Saskia Diesing : Le docteur[7]
- 2018 : Towers Of Power : Mark Vermeer[8]
- 2018 : L'Exorcisme de Hannah Grace : Père de Cunningham
- 2018 : Welkom in de 80-jarige Oorlog (nl) : Prins Frederik Hendrik
- 2018 : Doris d'Albert Jan van Rees : Tim
- 2018 : Zuidas (nl) : Mark Vermeer
- 2019 : Shit Happens : Kasper